# پول (آیداهو)
پول(به انگلیسی: Paul) شهری در بخش مینیدوکا ایالت آیداهو است که جمعیت آن در سرشماری سال ۲۰۱۰ میلادی ۱٬۱۶۹ نفر بوده است.نام این شهر به یاد چارلز اچ پول که یک مهندس بود نامگذاری شده است.

## موقعیت جغرافیایی
موقعیت جغرافیایی شهرها و مناطق اطراف به شرح زیر است: